# Andrade Antunes Anderson
Andrade Antunes Anderson (Ibitinga, 15 november 1981) is een Braziliaans voetballer.